# أبراهام زابرودر
أبراهام زابرودر (بالإنجليزية: Abraham Zapruder) (15 مايو 1905 – 30 أغسطس 1970)، كان صانع ملابس أمريكي ولد بأوكرانيا. حيث شهد اغتيال رئيس الولايات المتحدة جون كينيدي بدالاس، تكساس في 22 نوفمبر 1963. والتقط مشهد إطلاق النار صدفة في فيديو منزلي أثناء تصويره لليموزين الرئاسية وموكب سيارات وهي تمر من ديالي بلازا [الإنجليزية].

## الوفاة
توفي زابرودر بسرطان المعدة بدالاس في 30 أغسطس 1970، ودفن في إيمانو-إل سيميتري بدالاس.

## وصلات خارجية
- Warren Commission Hearings, Testimony of Abraham Zapruder, vol. 7, p. 569.
- Zapruder's testimony during the Clay Shaw trial
- The Zapruder Camera - Bell & Howell 414PD Director Series - Overview and User's Manual
- Zapruder Film
- أبراهام زابرودر على موقع IMDb (الإنجليزية)
- أبراهام زابرودر على موقع إن إن دي بي (الإنجليزية)
- أبراهام زابرودر على موقع قاعدة بيانات الفيلم (الإنجليزية)
- أخبار مُجمّعة وتعليقات عن أبراهام زابرودر في موقع صحيفة نيويورك تايمز.